# طراوة اللحم

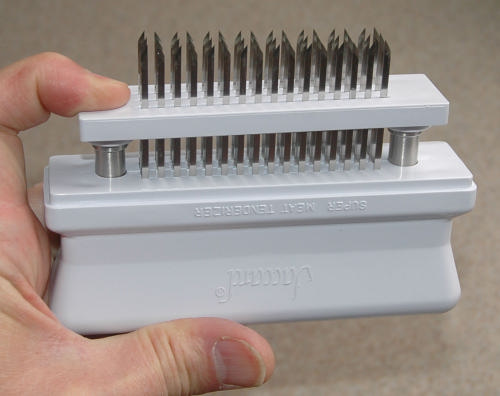

طراوة اللحم (Tenderness) هي نوعية من مقاييس اللحوم ومدى سهولة مضغها أو قطعها. الرقة هي نوعية مرغوبة ، حيث أن اللحم الطري أكثر نعومة وأسهل في المضغ وعموما أكثر استساغة من اللحوم القاسية وبالتالي ، فإن قطع اللحم الطرية عادة ما تتطلب أسعارًا أعلى. يعتمد الرقة على عدد من العوامل بما في ذلك حبوب اللحم وكمية الأنسجة الضامة وكمية الدهون يمكن زيادة الرقة من خلال عدد من تقنيات المعالجة ، والتي يشار إليها عمومًا باسم العطاء أو العطاء.

## العوامل المؤثرة
ربما يكون الرقة أهم العوامل التي تؤثر على جودة تناول اللحوم ، مع عوامل أخرى هي النكهة والعصارة والنضارة.
الرقة هو مجمع جودة للحصول عليه وقياسه ، ويعتمد على عدد من العوامل. على المستوى الأساسي ، هذه العوامل هي حبة اللحم ، وكمية وتكوين الأنسجة الضامة ، وكمية الدهون. من أجل الحصول على لحم طري ، هناك تفاعل معقد بين مراعي الحيوان ، وعمره ، وأنواعه ، وسلالاته ، وتناول البروتين ، وحالة الكالسيوم ، والإجهاد قبل وفي القتل ، وكيفية معاملة اللحم بعد الذبح.
لطالما اعتبرت اللحوم التي تحتوي على نسبة الدهون المودعة داخل شريحة اللحم لخلق مظهر رخامي أكثر طراوة من شرائح اللحم حيث تكون الدهون في طبقة منفصلة. يتسبب الطبخ في إذابة الدهون ونشرها في جميع أنحاء اللحم وزيادة رقة المنتج النهائي.

## اختبارات
تسعى صناعة اللحوم إلى إنتاج لحوم ذات حنان قياسي ومضمون ، لأن المستهلكين يبحثون عن هذه الخصائص. لهذا الغرض ، تم تطوير عدد من الاختبارات الموضوعية للحنان ، وقياس مقاومة اللحوم لقوة القص ، والأكثر استخدامًا هو اختبار قوة جز الشرائح واختبار وارنر براتزلر للقوة.

## الطراوة
يشار إلى تقنيات تكسير الكولاجين في اللحم لجعله أكثر استساغة وعطاء على أنه طري أو طري.
هناك عدة طرق لطرح اللحم:
1-العطاء الميكانيكي ، مثل الهرس أو الثقب.
2-العطاء الذي يحدث من خلال الطهي ، مثل الطهي.
3-مواد التبييض في شكل إنزيمات طبيعية ، يمكن إضافتها إلى الطعام قبل الطهي.
4-أمثلة على الإنزيمات المستخدمة للعطاء: باباين من البابايا ، بروميلين من الأناناس والأكتينيدين من الكيوي
5-نقع اللحم بالخل والنبيذ وعصير الليمون والمخيض أو اللبن
6-تحريك اللحم في محلول ملحي (محلول ملحي)
7-تعتيق اللحوم عند 0 إلى 2 درجة مئوية (32 إلى 36 درجة فهرنهايت).
8-بيكربونات الصوديوم

## الابحاث
بُذلت جهود منذ عام 1970 على الأقل لاستخدام المتفجرات في طهي اللحوم وتم تأسيس شركة لمحاولة تسويق العملية ؛ اعتبارًا من 2011 لم يكن قابلاً للتطوير بعد.